# Intel-Cascade-Lake-Mikroarchitektur
Cascade Lake ist der Codename einer Prozessor-Mikroarchitektur des Chipherstellers Intel, diese Mikroarchitektur ist der Nachfolger der Intel-Skylake-Mikroarchitektur, angekündigt wurde die Mikroarchitektur im Sommer 2018 auf der Hot-Chips-Konferenz, ihre Daten wurden am 3. April 2019 veröffentlicht. Cascade-Lake wird in Intels 14 nm++-Fertigungsverfahren hergestellt, der zweiten Optimierung von Intels 14 nm-Fertigungsprozess.

## Design
Das grundsätzliche Design ist im Vergleich zur Skylake-Generation wenig verändert: Cachegrößen, Cacheorganisation sind gleich geblieben, das sogenannte „Mesh“ zur Verbindung der einzelnen Kerne ist gleich geblieben. Hinzugekommen sind weitere AVX-512-Instruktionen für kleine Datentypen (8 bit und 16 bit Integer) aus dem Bereich des Deep-Learning, die sogenannte VNNI-Instruktionen (Vector Neural Network Instructions Word Variable Precision), somit hat Cascade Lake als erste Xeon-Server-CPU mit der AVX-512-Implementierung des nicht mehr weiterentwickelten Intel Xeon Phi – Knights Mill gleichgezogen.
Teilweise wurden Hardware-Schutz-Mechanismen gegen Cache-Seitenkanal-Attacken (Branch Target Injection und Rogue Data Cache Load bzw. Spectre und Meltdown) eingebaut. Jedoch wurden im November 2019 ZombieLoad-Angriffsvarianten veröffentlicht, die sich als 'Transactional Asynchronous Abort' gegen Intels Cascade-Lake-Mikroarchitektur richten.
Neu ist auch die Unterstützung für „Persistenten Memory“ (Intel Bezeichnungen 3D XPoint oder Optane) in Form von DDR4-DIMM-Modulen, die entweder direkt wie Arbeitsspeicher angesprochen werden können (Memory Mode) oder in einem sogenannten App Direct Mode, der einen Dateisystem-ähnlichen Zugriff erlaubt.
Aufgrund des im Vergleich zum direkten Vorgänger Skylake Scalable Processors weiter optimierten Fertigungsverfahren sind höhere Taktfrequenzen bei den NUMA-Prozessoren möglich.